# Gennaro Granito Pignatelli di Belmonte

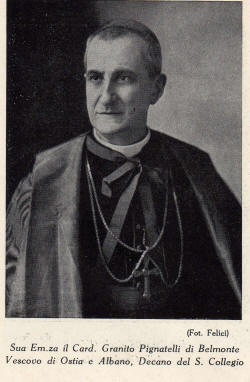
Kardinaldekan Granito Pignatelli di Belmonte

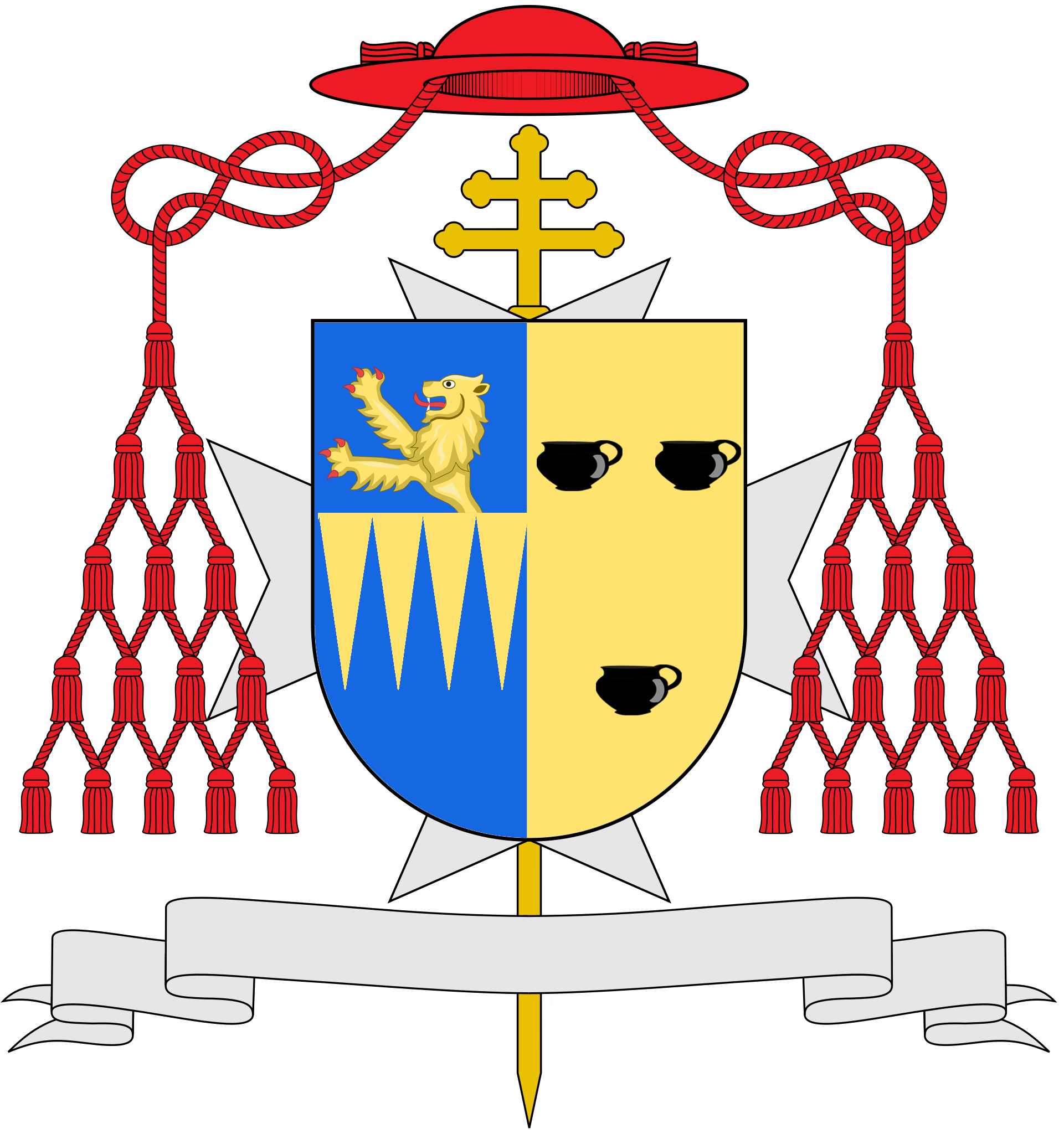
Genarro Granito Pignatelli di Belmontes Kardinalswappen

Gennaro Kardinal Granito Pignatelli di Belmonte (* 10. April 1851 in Neapel; † 16. Februar 1948 im Vatikan) war ein italienischer Geistlicher, Diplomat des Heiligen Stuhls und Kurienkardinal der römisch-katholischen Kirche.

## Leben
Gennaro Granito Pignatelli di Belmonte kam als Sohn von Angelo Granito, dem vierten Marchese von Castellabate, und Paolina Francesca Pignatelli y Aymerich, der siebten Fürstin von Belmonte und neunten Herzogin von Acerenza, zur Welt. Er studierte in Neapel die Fächer Katholische Theologie und Philosophie, promovierte zum Doktor der Theologie und empfing am 7. Juni 1879 die Priesterweihe. Von 1879 bis 1886 arbeitete er als Sekretär des Erzbischofs von Neapel, von 1886 bis 1891 war er Herausgeber der Zeitung La Libertà Cattolica.
1891 erhielt er die Ernennung zum Offizial des Erzbistums Neapel, 1892 wurde er Mitarbeiter der römischen Kurie in der Abteilung für außerordentliche kirchliche Angelegenheiten. Von 1893 bis 1896 führte ihn sein erster Auslandseinsatz nach Frankreich, wo er als Attaché der Nuntiatur arbeitete. 1896 gehörte er der Päpstlichen Gesandtschaft an, die zur Krönung des Zaren Nikolaus II. nach Russland beordert wurde, 1897 begleitete er die Gesandtschaft des Papstes, die an den Feierlichkeiten anlässlich des sechzigsten Thronjubiläums Königin Victorias teilnahm. Von 1897 bis 1899 arbeitete er als Berater der Apostolischen Nuntiatur in Frankreich, zuletzt als Geschäftsträger.
Im November 1899 ernannte ihn Papst Leo XIII. zum Titularerzbischof von Edessa in Macedonia und zum Apostolischen Nuntius in Belgien. Die Bischofsweihe spendete ihm am 26. November 1899 Kardinalstaatssekretär Mariano Rampolla del Tindaro; Mitkonsekratoren waren die Kurienerzbischöfe Casimiro Gennari und Carlo Caputo. 1904 ernannte ihn Papst Pius X. zum Nuntius in Österreich–Ungarn. 1911 leitete er die päpstliche Gesandtschaft bei den Krönungsfeierlichkeiten für König Georg V., der auch Eugenio Pacelli angehörte. Am 27. November 1911 wurde Granito Pignatelli von Papst Pius X. als Kardinalpriester mit der Titelkirche Santa Maria degli Angeli in das Kardinalskollegium aufgenommen und 1915 zum Kardinalbischof von Albano erhoben. In den folgenden Jahrzehnten leitete er zahlreiche päpstliche Gesandtschaften in Italien und im Ausland. 1916 wurde er Camerlengo des Heiligen Kardinalskollegiums. Papst Pius XI. ernannte ihn 1930 zum Präfekten der Kongregation für die Zeremonien. Am 9. Juli desselben Jahres wurde er Kardinaldekan und zusätzlich zu seiner Würde als Kardinalbischof von Albano auch Kardinalbischof von Ostia.
Als Kardinaldekan leitete er das Konklave des Jahres 1939, aus dem Kardinal Eugenio Pacelli als Papst Pius XII. hervorging.
Gennaro Granito Pignatelli di Belmonte war Ehren- und Devotions-Großkreuz-Bailli des Souveränen Malteserordens und von Dezember 1937 bis 1938 Großprior des Großpriorates von Rom des Malteserordens. 1937 wurde er Kardinalpatron des Malteserordens und blieb dies bis zu seinem Tode.
Gennaro Granito Pignatelli di Belmonte war 1948 der letzte lebende Kardinal, der noch von Papst Pius X. kreiert worden war und der älteste Kardinal der Welt. Er starb am 16. Februar 1948 im Vatikan und wurde in der Krypta der Kapuziner auf dem Friedhof Campo Verano in Rom beigesetzt.